# Partido Comunista do Vietnã
O Partido Comunista do Vietnã ou PCV (Đảng Cong sản Việt Nam) é atualmente o único partido político legal no Vietnã. É um Partido Comunista marxista-leninista apoiado pela Frente da Pátria Vietnamita. Geralmente, a imprensa vietnamita e as pessoas referem-se ao Partido Comunista do Vietnã como "Đảng" (Partido) ou "Đảng ta" (nosso Partido).

## História
O partido foi fundado por Hồ Chí Minh e outros exilados que viviam na China, como o nome original de Partido Comunista Vietnamita (Việt Nam công sản Đảng) em uma conferência em Hong Kong em fevereiro de 1930. O Partido foi criado pela fusão de três partidos: o Partido Comunista da Indochina (Đông Dương Cộng sản Đảng), o Partido Comunista de Annam (An Nam cộng sản Đảng). Embora o terceiro grupo comunista vietnamita, a Liga Comunista da Indochina (Đảng Cộng sản Đông Dương), não tinham sido convidados para a conferência de Hong Kong, seus membros foram autorizados a se participarem do novo partido unido.
A conferência de Hong Kong elegeu nove Estados-membros para uma Comissão Central Provisória, constituída por 3 membros de Tonkin, 2 de Annam, 2 da Cochinchina, e 2 do exterior da comunidade chinesa. Pouco depois, na sua primeira sessão plenária do partido mudou de nome para Partido Comunista Indochinês (Đảng công động sản Dương), por ordens do Comintern.
O Primeiro Congresso Nacional foi realizado em segredo em Macau em 1935. Ao mesmo tempo, um congresso do Comintern em Moscovo adotou uma política para a criação de uma frente popular contra o fascismo e dirigia os movimentos comunistas de todo o mundo para colaborar na luta antifascista, independentemente da sua orientação no sentido socialista. Isto exigia a PCV considerar todos os partidos nacionalistas na Indochina como potenciais aliados.

## Ideologia
O PCV tem orientação marxista-leninista e Ho Chi Minh disse que sua base ideológica é a Revolução. Embora seja formalmente marxista-leninista, o Partido promoveu reformas em sua economia, adotando uma economia mista, permitindo um crescimento de nível médio no setor privado. No entanto, o Partido ainda mantém monopólio do poder.

## Organização
O PCV é um partido marxista-leninista com uma linha de pensamento centralista democrático. O seu líder supremo é o Politburo (Bureau Político) chefiada pelo Secretário-Geral. O Politburo é eleito pelo Comitê Central, e o Comitê Central é eleito pelo Congresso Nacional. Em 1976, como resultado da unificação do Norte e do Sul do Vietnã, o Comitê Central foi expandido para 133 membros de 77 e o Politburo cresceu de 11 para 17 membros, enquanto a Secretaria aumentou de sete para nove membros. Seus membros dobraram, passando de 760 000 em 1966 para 1 553 500 em 1976, representando 3,1 por cento da população total do país, e estava perto de dois milhões até 1986.
O título de Presidente do Comitê Central, existente durante 1951-1969, foi nomeado para Ho Chi Minh. Esta posição é considerada como sendo a do líder supremo do Partido. O Congresso Nacional da PCV é realizado de cinco em cinco anos (desde 1976). Devido as guerras contra os franceses e os Estados Unidos, os 4 primeiros congressos não foram feitos em uma data comum:
1. 1 º Congresso, Macau (China atualmente, então uma colônia portuguesa), 1935;
2. 2 º Congresso, Tuyen Quang, 1951;
3. 3 º Congresso, Hanoi, 1960;
4. 4 º Congresso, Hanoi, 1976;
5. 5 º Congresso, Hanoi, 1982;
6. 6 º Congresso, Hanoi, 1986;
7. 7 º Congresso, Hanoi, 1991;
8. 8 º Congresso, Hanoi, 1996;
9. 9 º Congresso, Hanoi, 2001;
10. 10 º Congresso, Hanoi, 2006.

Dez pessoas ocuparam o cargo de Primeiro-Secretário (1960-1976) e/ou Secretário-Geral (1930-1960 e 1976-Presente):
1. Tran Phu (1930-1931);
2. Lê Hong Phong (1935-1936);
3. Hà Huy Prima (1936-1938);
4. Nguyen Van Cu (1938-1940);
5. Truong Chinh (1941-1956 e 1986);
6. Lê Duẩn (1960-1986);
7. Nguyen Van Linh (1986-1991);
8. Đỗ Muoi (1991-1997);
9. Lê Khả Phiêu (1997-2001);
10. Nong Đức Manh (2001 - presente).

Os membros do Politburo, eleitos em 31 de janeiro de 2021, determinam a política governamental. O Politburo do Partido atual, aprovado pelo Comitê Central, pelo ranking, é o seguinte:
1. Nguyễn Phú Trọng; Secretário-Geral do Partido
2. Nguyễn Xuân Phúc; Primeiro-Ministro
3. Phạm Minh Chính; chefe do Comissão Organizadora do Comitê Central do Partido
4. Vương Đình Huệ; Secretário do Comitê Municipal do Partido em Hanói
5. Võ Văn Thưởng
6. Trương Thị Mai
7. Phạm Bình Minh
8. Nguyễn Văn Nên
9. Tô Lâm
10. Phan Đình Trạc
11. Trần Cẩm Tú
12. Phan Văn Giang
13. Nguyễn Hòa Bình
14. Trần Thanh Mẫn
15. Nguyễn Xuân Thắng
16. Lương Cường
17. Trần Tuấn Anh
18. Đinh Tiến Dũng

O atual Secretariado tem oito membros:
1. Nong Đức Manh;
2. Truong Tan Sang;
3. Truong Vinh Trọng;
4. Nguyen Van Chi;
5. Hồ Đức Việt;
6. Lê Văn Dung;
7. Tong Thi Phong;
8. Tô Huy Rua.[5]